# Lacul Sărat - Brăila
Lacul Sărat - Brăila este o arie protejată (sit de importanță comunitară — SCI) din România, desemnată în scopul protejării biodiversității și menținerii într-o stare de conservare favorabilă a florei spontane și faunei sălbatice, precum și a habitatelor naturale de interes comunitar aflate în arealul zonei de protecție. Aceasta se întinde pe o suprafață de 329,4 ha, integral pe uscat.

## Localizare
Situl Lacul Sărat - Brăila se întinde pe teritoriile administrative ale comunelor Chiscani și Tichilești din județul Brăila. Centrul acestuia este situat la coordonatele 45°12′27″N 27°53′44″E / 45.207547°N 27.895547°E.

## Înființare
Situl Lacul Sărat - Brăila (ROSCI0307) a fost declarat sit de importanță comunitară în septembrie 2011 pentru a proteja 1 specie de animale.

## Biodiversitate
Situată în ecoregiunea de stepă, aria protejată conține 2 habitate naturale: Stepe și mlaștini sărate panonice, Salicornia și alte specii anuale care populează regiunile mlăștinoase și nisipoase.
La baza desemnării sitului se află o specie protejată de  mamifere: popândău comun (Spermophilus citellus).
Pe lângă speciile protejate, pe teritoriul sitului au mai fost identificate 22 de specii de plante, 2 specii de amfibieni.